# Prudencio Bustos Argañarás
Carlos Prudencio Bustos Argañarás (Córdoba, Provincia de Córdoba, Argentina, 24 de abril de 1948) es un médico, historiador, genealogista, escritor y político argentino. Es, además, divisero y desde 2006, fiscal del capítulo argentino de la Divisa Solar y Casa Real de la Piscina.

## Biografía

### Actuación Política
Bustos Argañarás inició su carrera política como subsecretario de Cultura durante la última dictadura en la Municipalidad de Córdoba, y en 1983 fue candidato a intendente municipal de la ciudad por el Partido Demócrata de Córdoba. Años más tarde, en 1987, sería elegido senador provincial representando a la UCeDé, cuyo bloque de senadores presidiría desde ese año hasta 1994. En 1995, sería designado vicepresidente segundo de la Cámara. Para el final de la década volvería a ocupar una banca a nivel provincial, esta vez como diputado.

### Actividad académica
El Dr. Bustos Argañarás es miembro de número desde 1978 y actual vicepresidente (2011-2013) de la Junta Provincial de Historia de Córdoba y miembro fundador de número y actual presidente (2012-2015) del Centro de Estudios Genealógicos y Heráldicos de Córdoba, del que fue su director de publicaciones durante largos años. Es además académico correspondiente de la Real Academia Matritense de Heráldica y Genealogía, y miembro correspondiente de numerosas instituciones históricas y genealógicas de la Argentina y de diversos países hispanohablantes. [cita requerida]
Tiene publicados dieciséis libros (entre los que se incluye la novela histórica Laberintos y escorpiones, que vio la luz en 2001.
Es miembro del jurado para la selección anual de los diez jóvenes sobresalientes de Córdoba, organizado por la Bolsa de Comercio de Córdoba.

### Distinciones
- Mención especial del Consejo de Cultura del Arzobispado de Córdoba por el libro La Cañada, historia, pluma y pincel.[cita requerida]

## Publicaciones

### Libros
- Facciones y Banderías en la Córdoba del siglo XVII, Córdoba, 1982 (2 ediciones)
- Manual de Historia Argentina para estudiantes de la Provincia de Córdoba, Córdoba, 1994
- El Peregrino en Babilonia (Vida de don Luis de Tejeda), Córdoba, 1996
- La estancia del Rosario de Cosquín. Orígenes de Santa María de Punilla, Córdoba, 1996
- Historia Familiar de los Gigena Santisteban, Córdoba, 1996
- La Cañada, historia, pluma y pincel, Córdoba, 1998
- Laberintos y Escorpiones (Novela), Ediciones del Boulevard, Córdoba, 2001 (3 ediciones)
- Dos sonados casos de divorcio en Córdoba del Tucumán, Córdoba, 2002
- El indigenismo en la Argentina. El trato con el indio durante el período hispánico, Córdoba, 2005 (2 ediciones)
- Antología burlesca. La poesía satírica en Córdoba, Ediciones del Boulevard, Córdoba, 2005
- Hasta que la muerte nos separe. Nueve historias de amores contrariados, Ediciones del Boulevard, Córdoba, 2006 (3 ediciones)
- La capellanía de Santa Leocadia, origen y sucesión (1.er. Premio Concurso en memoria de don Roberto Astrada), Córdoba, 2007
- Jockey Club Córdoba. 120 años de Historia (publicación especial del 120° aniversario del Jockey Club de Córdoba), Córdoba, 2007
- El gobernador Juan Bautista Bustos y su lucha por la Constitución, Córdoba, 2010
- Luces y sombras de Mayo, Ediciones del Boulevard, Córdoba, 2011
- Historias que nos contaron mal, Ediciones del Boulevard, Córdoba, 2013